# Богданов (Ростовская область)
Богда́нов — хутор в Каменском районе Ростовской области.
Административный центр Богдановского сельского поселения.

## География
Хутор находится недалеко от реки Северский Донец.

## История
Во время Великой Отечественной войны хутор был оккупирован немецко-фашистскими войсками.

## Население
| 2010 |
| ---- |
| 676  |

## Улицы
| - ул. 1-я Набережная, - ул. 2-я Набережная, - ул. Донская, - ул. Зелёная, | - ул. Кирова, - ул. Комарова, - ул. Маяковского, - ул. Молодёжная, | - ул. Новосёлов, - пер. Северный, - ул. Советская, - ул. Фадеева. |

## Достопримечательности
В 1891 году в Богданове была возведена Никольская церковь, достоявшая до наших дней. После войны её хотели уничтожить, но переоборудовали в хранилище колхоза имени Кирова.
Когда церковь была переоборудована под склад, то рядом поставили памятник С. М. Кирову. После восстановления церкви композиция из памятника и церкви достаточно занимательна.
За церковью, ближе к реке, находится памятник воинам, погибшим в Великой Отечественной войне.

Фотогалерея
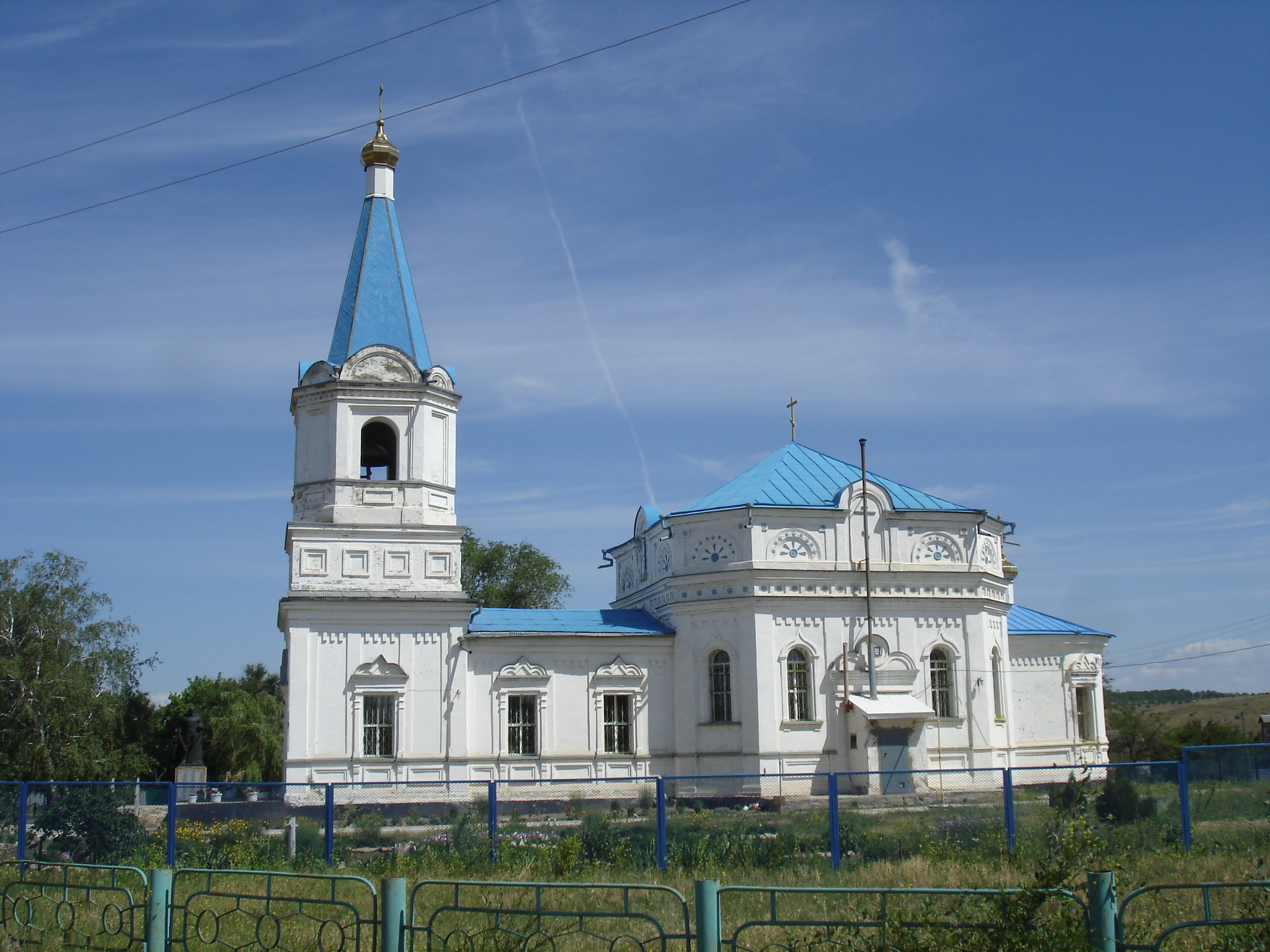
Церковь
Киров и церковь
Памятник Кирову
Памятник воинам ВОВ